# Paul Patera
Paul Patera (geboren als Paul Michael  Deutsch 17. Juni 1917 in Wien, Österreich; gest. 21. November 2004 in Uppsala, Schweden) war ein schwedisch-österreichischer Publizist und Theaterleiter.

## Leben
Patera wuchs als Paul Michael Deutsch, Sohn einer nichtjüdischen Mutter und eines jüdischen Vaters, im 8. Bezirk Wiens auf. Er maturierte 1935 und begann dann an der Universität Wien das Medizinstudium.
Nach dem „Anschluss“ Österreichs an das nationalsozialistische Deutsche Reich flüchtete Patera, der als „Halbjude“ im NS-Regime keine Karriere erwarten konnte, im August 1938 nach Schweden. Seine Mutter verstarb 1939 in Wien nach einem Verkehrsunfall. Sein dann schutzloser Vater Ernst Deutsch wurde 1941 nach Riga deportiert, wo sich seine Spur verliert.
Paul arbeitete seit 1944 als freier Journalist unter dem Mädchennamen seiner Mutter, den er seit 1962 auch gesetzlich führte.
Seit den 1960er Jahren kam er für das Volksbildungswerk Medborgarskolan, bei dem er als Vortragender u. a. für zeitgenössische Musik arbeitete, immer wieder nach Wien und schrieb in der in Uppsala erscheinenden Tageszeitung „Upsala Nya Tidning“ (historische Schreibung des Stadtnamens) unter anderem Kulturfeuilletons über seine ehemalige Heimatstadt. Seine Wien-Reisen wurden zum Teil vom Wiener Tourismusverband unterstützt.
Gewiss ist Alfred Grünewald heute weitgehend vergessen, allerdings nicht ganz: 1964 wurde unter der Regie des emigrierten Wieners Paul Patera sein Theaterstück „Johannes geht in die Irre“ in Stockholm uraufgeführt.
1973 organisierte Patera die Ausstellung „Junge Österreichische Surrealisten“ in Bromölla, Uppsala und Eslöv (dem Ikea-Gründungsort), unter anderem mit Werken des Wiener Malers Herbert Ossberger.
Mit Unterstützung des Bezirksmuseums Josefstadt und Pateras schwedischer Arbeitgeber stellte er im Mai / Juni 1976 unter dem Titel „Entdeckte Josefstadt. Ein Josefstädter kehrt zurück“ in der „Kleinen Galerie“ in der Neudeggergasse das fotografische Ergebnis der Erkundung seines früheren Wohnbezirks aus. In diesem Zusammenhang führte er an, im Haus Tigergasse 16 aufgewachsen zu sein. (Die Gasse verbindet Josefstädter und Lerchenfelder Straße.)
Im Oktober 1985 schrieb der Wiener ÖVP-Stadtrat und Kulturpublizist Jörg Mauthe drei Monate vor seinem Tod in einem Brief an Patera: ... „Falsches Leben im falschen Land“ – nun, ich kann’s Dir nachdenken, aber schließlich, ich meine das im Ernst, ist unsereins doch in jedem Fall nur eine vorübergehende Erscheinung, von irgendwoher als Gast oder Exilant hierhergeschickt. Und die „Zores“? Sind auch nur Schatten. Am 6. Februar 1986 veröffentlichte Patera in Upsala Nya Tidning einen Nachruf auf Mauthe. Dieser erwähnte Patera mehrmals in seinem posthum erschienenen Krankheitstagebuch Demnächst oder Der Stein des Sisyphos.
Am 2. Juni 1989 wurde Patera im Wiener Rathaus geehrt.
Paul sammelte seltene Schallplatten moderner Musik und vermachte diese Sammlung der Universität Uppsala. Nach Wien kam er bis in die späten 1990er Jahre immer wieder. Ende Juni 1997 verbrachte er zehn Tage in einem von Freunden gratis beigestellten Quartier in Wien.

## Eigene Arbeiten
(großteils aus dem elektronischen Katalog der Österreichischen Nationalbibliothek, Wien)
- Korrespondenz an Heimito von Doderer, 1952, 1960, 1961, 1964 (ONB)
- Korrespondenz an Friedrich Torberg, 1949, 1950 (ONB)
- Jugend - en återupptäckt konststil,  Stockholm 1967
- mit Hans Bisanz: Wilhelm Träger: Wien 1932, eine Folge von 41 Linolschnitten, Edition Tusch, Wien 1976; Textzitat: Da sind die Bettler. Können eigentlich junge Menschen von heute verstehen, daß die goldene Weanastadt einmal voll von ihnen war? Sie gehören zu meinen frühesten Kindheitseindrücken. Niemand aus der Generation von Wilhelm Traeger oder aus der meinen hat sie vergessen, kann sie je vergessen.
- Wien – Uppsala, Medborgarskolan Bokmalen, Uppsala 1987
- Korrespondenz an Robert Schollum, 1985 bis 1987 (ONB)
- Artikel Heitor Villa-Lobos, Brasiliens store tonsättare, in: Zeitschrift Tidsspegel, Uppsala 1987, ONB

## Anderes
- Briefe von Heimito von Doderer und Friedrich Torberg an Patera, 1949 bis 1963 (ONB)
- Günther Gluhak: Paul Patera: eine Biobibliographie, Deutsches Institut der Universität Stockholm, 1972 (ONB)